# 326 aC
El 326 aC va ser un any del calendari romà prejulià. A la República i a l'Imperi Romà es coneixia com l'Any del consolat de Visol i Mugil·là (o també any 428 ab urbe condita o de la Fundació de Roma). La denominació «326 aC» per a aquest any s'ha emprat des de l'edat mitjana, quan el calendari Anno Domini va ser el mètode prevalent a Europa per a anomenar els anys.

## Esdeveniments

### Conquestes d'Alexandre el Gran a Àsia
- Hefestió, general d'Alexandre el Gran, avança des de Gandhara cap a l'Indus. Alexandre creua l'Hindu Kush, fa la guerra a la vall de Swat i ocupa la fortalesa d'Aornos.[2]
- Els exèrcits d'Alexandre el Gran s'uneixen a l'Índia davant de l'Indus prop d'Attock, i creuen el riu per un pont de barques. Alexandre sotmet el rei de Tàxila, Omfis o Mofis, que els grecs anomenen Tàxiles, sense lluitar.[3]
- Alexandre creua l'Hidaspes i sorprèn Poros (Pururava), rei del Panjab. Poros tenia un exèrcit de 30.000 infants, 4.000 genets, 300 carros i 200 elefants, i s'enfronta a Alexandre en la batalla del riu Hidaspes. Vençut Poros, Alexandre el rep amb tots els honors i li deixa el regne, que encara amplia. Alexandre marxa cap al riu Beas i es prepara per envair el regne de Magadha a la vall del Ganges. Plutarc esmenta que un tal Sandrocottus (Chandragupta Maurya) va aconsellar a Alexandre que ataqués al rei de la dinastia Nanda, que era impopular.[4][5]
- Després de la batalla amb Poros, mor Bucèfal, el cavall d'Alexandre, quan el curaven de les ferides rebudes o segons Onesícrit «aclaparat per la vellesa i les fatigues», doncs ja tenia trenta anys.[6][7]

### Antiga Roma
- Gai Peteli Libo Visol i Luci Papiri Cursor Mugil·là són elegits cònsols a Roma.
- S'aprova la Lex Poetelia Papiria, que prohibeix empresonar i encadenar els deutors lligats per deutes adquirits pels seus familiars (nexum) i entregar-los als seus creditors, sancionant el principi que són els béns i no les persones els qui responen dels deutes. Segons el relat de Titus Livi,[8] la necessitat d'aquesta llei va sorgir amb el cas de Gai Publili, que es va haver de donar en esclavitud a un usurer anomenat Luci Papiri, en pagament d'un deute contret pel seu pare. Luci Papiri es va enamorar del jove Gai Papiri i el va fer assotar quan aquest es va negar a cedir als desigs del seu amo.
- Els lucans van trencar la seva aliança amb Roma, instigats per Tàrent, cosa que va provocar la inquietud dels senadors.[9]
- Els vestins es van aliar als samnites, que ja havien lluitat contra Roma el 327 aC ajudant a la revolta de Paleòpolis i Neàpolis.[10]

## Necrològiques
- Alexandre I, rei de l'Epir, que l'any 332 aC havia anat a Itàlia en resposta a una petició dels tarentins per lluitar contra els lucans i els samnites, per la traïció d'alguns lucans exiliats, es veu obligat a lluitar en desfavorables condicions prop de Pandòsia, i mor assassinat per un dels exiliats quan travessava el riu. Així es complia la profecia de l'oracle de Dodona que l'advertia de no acostar-se a Pandòsia i a l'Aqueront, però va creure que es tractava de la ciutat de Pandòsia a la vora de l'Aqueront, a Tespròcia.[11][12][13]